# Shefqet Verlaçi
Shefqet Verlaçi, także Shefqet bej Verlaçi (ur. 15 grudnia 1878 w Elbasanie, zm. 21 lipca 1946 w Zurychu) – albański polityk, dwukrotny premier rządu albańskiego.

## Życiorys
Pochodził z jednej z najbogatszych rodzin albańskich właścicieli ziemskich, był synem Ismaila Paszy i Mehtab. Kształcił się w Monastirze, a następnie studiował w szkole dla urzędników osmańskich Mülkiye-i-Sehahané w Stambule, ale studiów nie ukończył. W 1910 został wybrany deputowanym z okręgu Elbasan do parlamentu osmańskiego. W 1914 wyjechał z Albanii. Powrócił do niej jako przedstawiciel Elbasanu na kongres w Durrësie w 1918.
W latach 1920–1941 regularnie zasiadał w parlamencie albańskim, jako deputowany z okręgu Elbasan. Był współtwórcą Partii Postępu (Partia Perparimtare), grupującej konserwatywnych właścicieli ziemskich, sprzeciwiających się idei reformy rolnej. W roku 1924 objął tekę ministra spraw wewnętrznych. Dwukrotnie stawał na czele rządu – pierwszy raz w 1924 i ponownie w czasie okupacji włoskiej (1939–1941). W 1924 po zamachu stanu, dokonanym przez zwolenników Fana Noliego był zmuszony uciekać z kraju i szukać schronienia w Belgradzie. Powrócił w grudniu 1924, a w 1925 objął godność senatora. W 1939 był największym właścicielem ziemskim w Albanii - jego majątek obejmował 3700 ha.
15 kwietnia 1939 Verlaçi przewodniczył 49-osobowej delegacji albańskiej, która wyjechała do Rzymu aby ofiarować koronę Albanii dla Wiktora Emmanuela III. Wkrótce potem uzyskał godność senatora włoskiego. 13 stycznia 1941 spotkał się z Benito Mussolinim jako przewodniczący albańskiej delegacji rządowej. Domagał się zwiększenia pomocy włoskiej w obliczu zagrożenia katastrofą humanitarną. Tysiące uchodźców z ogarniętego wojną południa uciekało do Tirany, gdzie zaczynało brakować żywności i możliwości ich zakwaterowania. Verlaçi złożył dymisję na ręce Mussoliniego, ale ten jej nie przyjął. Został odsunięty od władzy przez Włochów w grudniu 1941.
W roku 1944 po przejęciu władzy przez komunistów uciekł z kraju, wraz z synem Ismailem i córką Behije. Zmarł w szpitalu w Zurychu, ale został pochowany na protestanckim cmentarzu w Rzymie.

## Życie prywatne
Shefqet Verlaçi był żonaty (żona Semiramis z d. Vrioni), miał pięcioro dzieci. W latach 20. Ahmed Zogu był zaręczony z córką Verlaçiego Behije, ale stając na czele państwa albańskiego w 1925 zerwał zaręczyny, co spowodowało, że był traktowany przez Verlaçiego jako osobisty wróg.